# ジェシカ・ディ・シコ
ジェシカ・ディ・シコ（Jessica DiCicco、1980年6月10日 - ）は、アメリカ合衆国の女優。

## 出演作品
- アドベンチャー・タイム（フレイムプリンセス）
- 怪奇ゾーン グラビティフォールズ（タンブリー）
- ブンブン・マギー（マギー）
- マペット・ベビー（サマー 他）
- カンフー・パンダ ザ・シリーズ（マスター・バイパー）
- 電脳ムシオヤジ（バグ）
- マイ・エレメント